# Centenaire (métro léger de Charleroi)
Cet article concerne la station de métro léger. Pour la personne, voir Centenaire. Pour la commémoration, voir Centenaire (événement). Pour le groupe français, voir Centenaire (groupe).
La station Centenaire est une station de la ligne M5 du métro léger de Charleroi. La station est souterraine et se trouve sur la ligne vers Châtelet. Elle est complètement construite mais n'a jamais été inaugurée, elle est inexploitée. La station emprunte son nom à l'avenue Centenaire toute proche.
Les murs de la station sont recouverts de panneaux métalliques de couleur jaune. 
La station dessert la clinique Reine Fabiola, le centre historique de Montignies-sur-Sambre, une zone résidentielle et commerciale. L’entrée du bâtiment a été démolie vers 2015.

## Histoire
C'est au début des années 1980 que la station Centenaire est réalisée dans le cadre de la création de la ligne M5 du métro léger de Charleroi qui n'a jamais été terminée du fait d'un manque de financement, la ligne restant donc inexploitée.
Inutilisée, la station est le royaume des graffeurs.

## Projets
La station Centenaire est comprise dans le programme de travaux de remise en état de la ligne M5, prévus à partir de 2023, pour une ouverture de la ligne et de la station prévue en 2026,,.